# Wansdorf
Wansdorf è una frazione del comune tedesco di Schönwalde-Glien, nel Land del Brandeburgo.

## Storia
Nel 2003 il comune di Wansdorf venne fuso con i comuni di Glien, Grünefeld, Pausin, Perwenitz e Schönwalde, formando il nuovo comune di Schönwalde-Glien.